# Брошь Браганса
Брошь Брага́нса — золотая, изящно орнаментированная фибула, датированная приблизительно второй половиной III века до н. э. Брошь была обнаружена в Португалии в XIX веке, более точные обстоятельства её появления неизвестны. Предполагается, что изделие было изготовлено греческим мастером, проживавшим в Иберии. В настоящее время хранится в Британском музее.

## История
Брошь находилась в коллекции королевского дома Браганса, благодаря чему и получила свое название. Точное происхождение, как и история попадания к первым владельцам неизвестна, но предполагают, что приобрел ее Фернанду II, супруг королевы Португалии Марии II. Большинство драгоценностей династии Браганса были унаследованы в 1919 году Невадой Студи Хейс (Nevada Stoody Hayes), герцогиней Порту, которая позже эмигрировала в Америку. В 1941 году, после ее смерти, брошь попала к Уоррену Пайперу, ювелиру из Чикаго. В 1950 году фибула была приобретена Томасом Фланнери-младшим, который организовал первый показ изделия публике на выставке кельтского искусства в Эдинбурге и Лондоне в 1970 году. После смерти Фланнери его коллекцией распоряжалась его жена, которая в 1993 году предоставила фибулу Британскому музею для экспозиции, но не в собственность. В 2001 году Британский музей приобрел изделие за 1 580 570 долларов.

## Описание

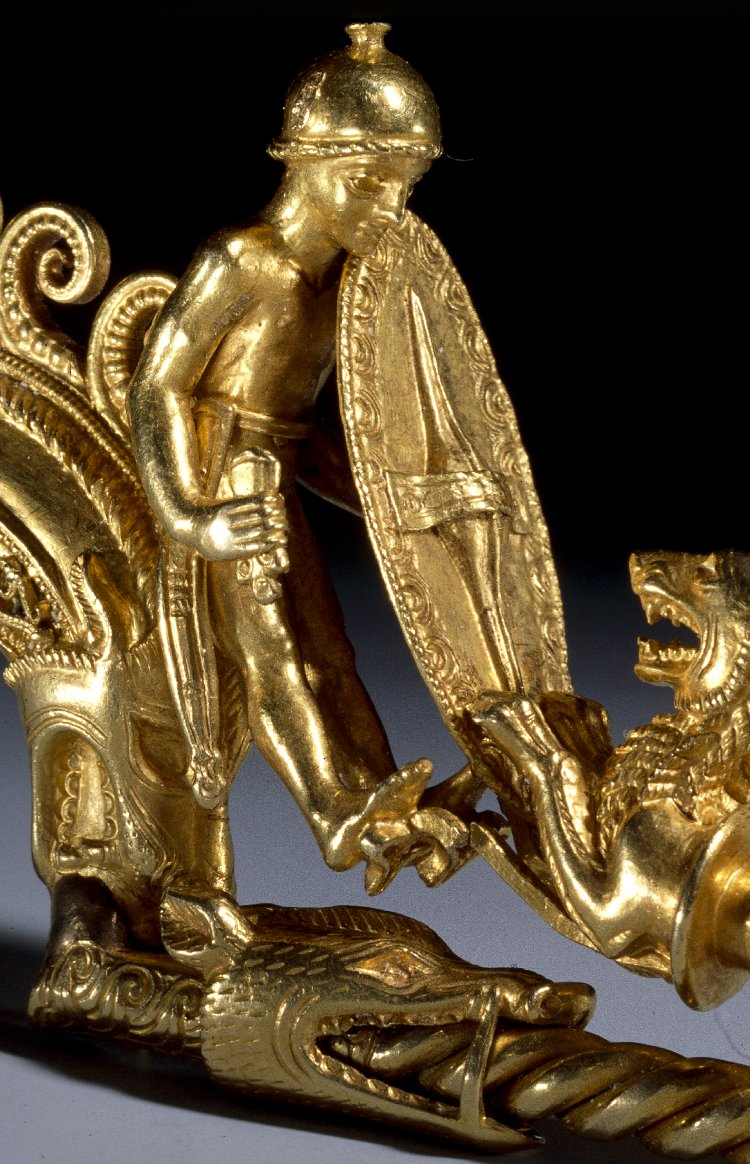
Воин с чудовищем

Размеры фибулы составляют 14 см в длину и 5 в высоту. Золотая конструкция украшена детализированной фигурой обнаженного воина, в шлеме, с овальным щитом в руках и мечом на поясе. Форма шлема, меча и щита нашла свое археологическое подтверждение и позволяет атрибутировать изображенного воина как кельта (или ибера). В частности, шлем воина идентифицирован как относящийся к типу Монтефортино, данная форма была скопирована римлянами со шлемов кельтов и галлов. Меч с прямым клинком относится к универсальному типу, характерному для латенской культуры (кельтская археологическая культура железного века, распространённая по всей Центральной и Западной Европе, в том числе территории современной Португалии). 
На щит воина прыгает передними лапами стилизованное чудовище, похожее на льва или грифона. Фигура зверя переходит в декоративный элемент и завершается головой животного, напоминающего собаку. Не считая композиционно связанной с воином фигуры нападающего чудовища, фибула украшена еще четырьмя стилизованными мордами животных, выполненных в зверином стиле. Идентифицировать принадлежность животных к конкретной культуре не удалось. Исследователь броши Фернандо Кесада в своей статье допускает, что фигура нападающего животного может быть позднейшим добавлением в конструкцию броши, сделанным уже в XIX—XX веках, поскольку ее стиль и детализация несколько не соответствуют технике, в которой выполнена фигура воина. Кесада допускает, что эта вставка могла быть вынужденной, восполняющей аналогичный утраченный элемент броши, но лишь в форме предположения.
Дуга броши украшена орнаментом и завитками по гребню. Игла, с помощью которой фибула крепилась к одежде, отсутствует (утрачена).